# Guitare semi-acoustique

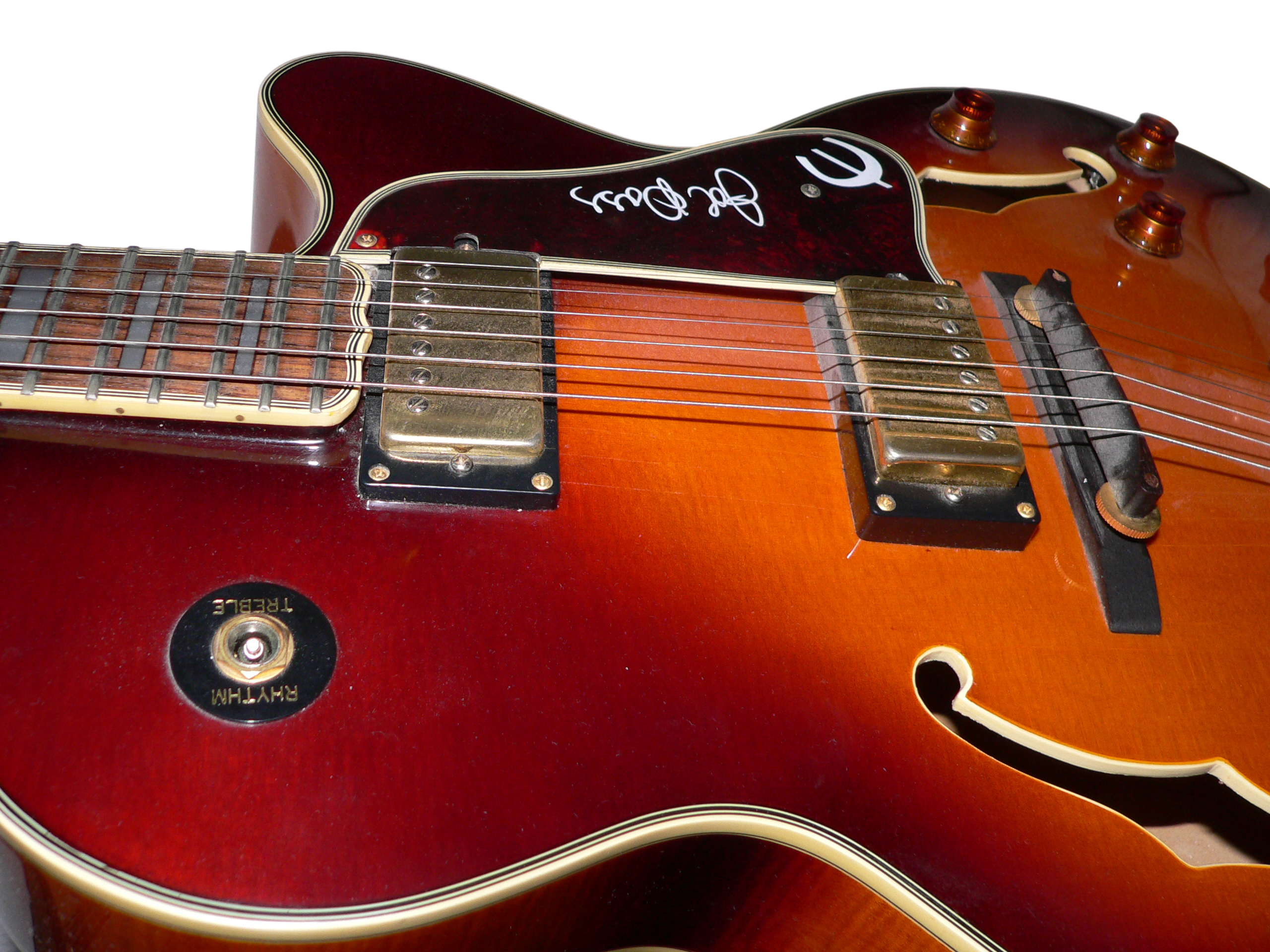
Micros bobines et ouies de la caisse de résonance d'une Epiphone Emperor "Joe Pass".

Une guitare semi-acoustique est un type de guitare électrique dotée d'un corps partiellement ou totalement creux. Malgré leur nom, il s'agit généralement d'instruments conçus pour une utilisation purement « électrique » par l'intermédiaire de microphones magnétiques.

## Caractéristiques
Les guitares semi-acoustiques sont un développement des guitares acoustiques de jazz des années 1930, qui avaient déjà des cordes métalliques, une vaste caisse de résonance à table bombée et des ouvertures en formes d'ouïes de violon. Dès les années 1940 elles ont commencé à recevoir des micros magnétiques et à être dotées d'une échancrure sur la caisse facilitant l'accès aux notes les plus aigües.
Certaines guitares semi-acoustiques ont une véritable caisse de résonance (c'est par exemple le cas des modèles pour jazz), mais d'autres, typiquement plus fines, peuvent avoir une partie centrale pleine et des parties creuses sur les côtés, minimisant le risque de larsen même à fort volume.
Toutes ont en commun de produire un son riche et plus « rond », avec une résonance plus chaude et naturelle, tout en gardant la flexibilité et la maniabilité des modèles électriques à caisse pleine.

## Utilisations
Les guitares semi-acoustiques ont toujours été de rigueur dans le jazz. Elles sont également associées aux premiers grands noms du rock 'n' roll (Bill Haley, Chuck Berry, Eddie Cochran) et à certains guitaristes de blues (B.B. King, John Lee Hooker).
Après avoir subi une certaine éclipse au début des années 1960 étant donné la vogue des guitares plates à caisse pleine type Fender, les semi-acoustiques ont bénéficié d'un énorme regain de faveur dans les années 1963-1970 à l'initiative des grands groupes anglais qui ont relancé la musique rock à cette époque. Chez les Beatles, George Harrison utilisait surtout des semi-acoustiques Gretsch et John Lennon une Rickenbacker (de même que Pete Townshend des Who) ou une Epiphone, tandis que Keith Richards, au début de la carrière des Rolling Stones, employait un modèle semi-acoustique Harmony. Même les bassistes de ces groupes préféraient alors des instruments semi-acoustiques, comme la Höfner de Paul McCartney ou les Framus de Bill Wyman.

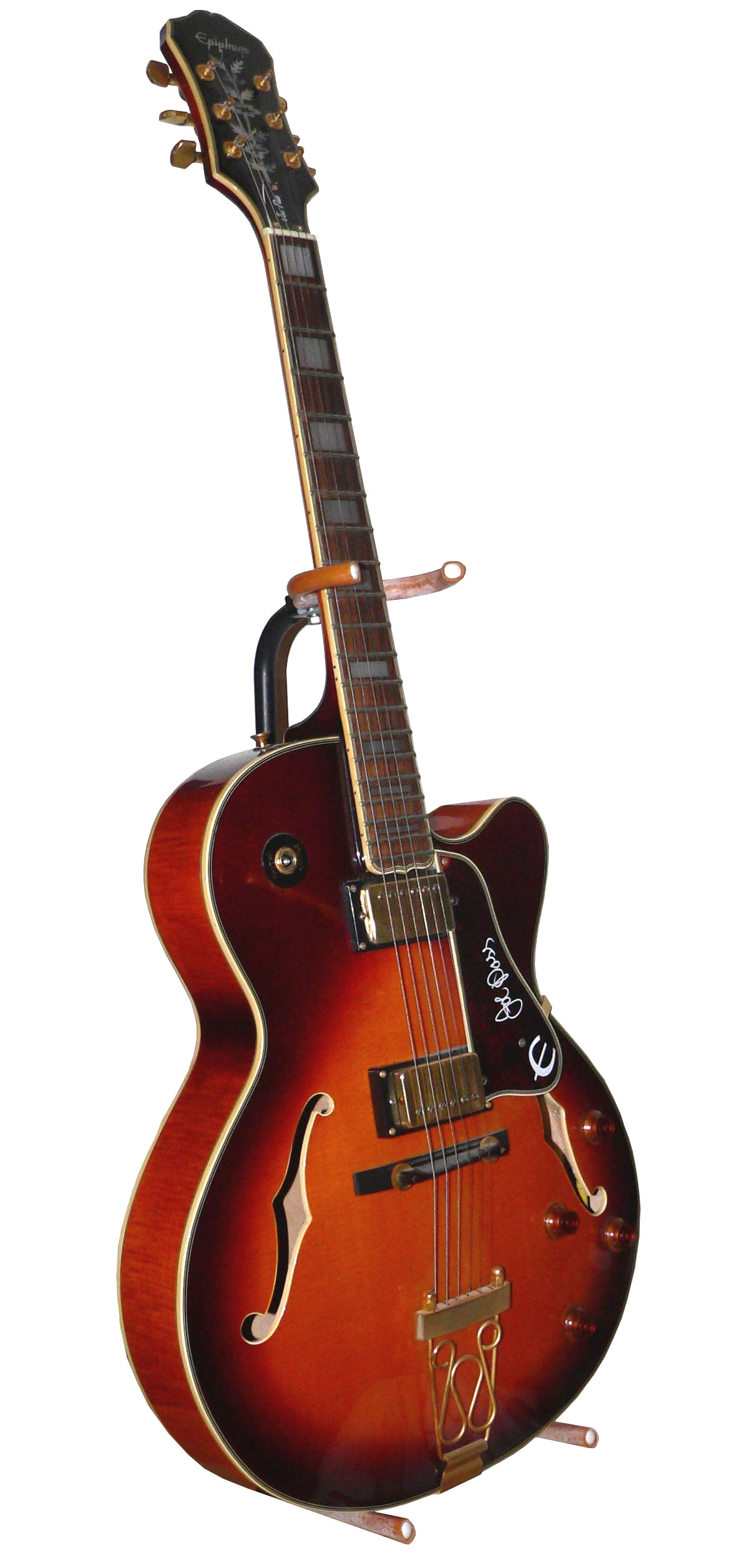
La Epiphone Emperor « Joe Pass »
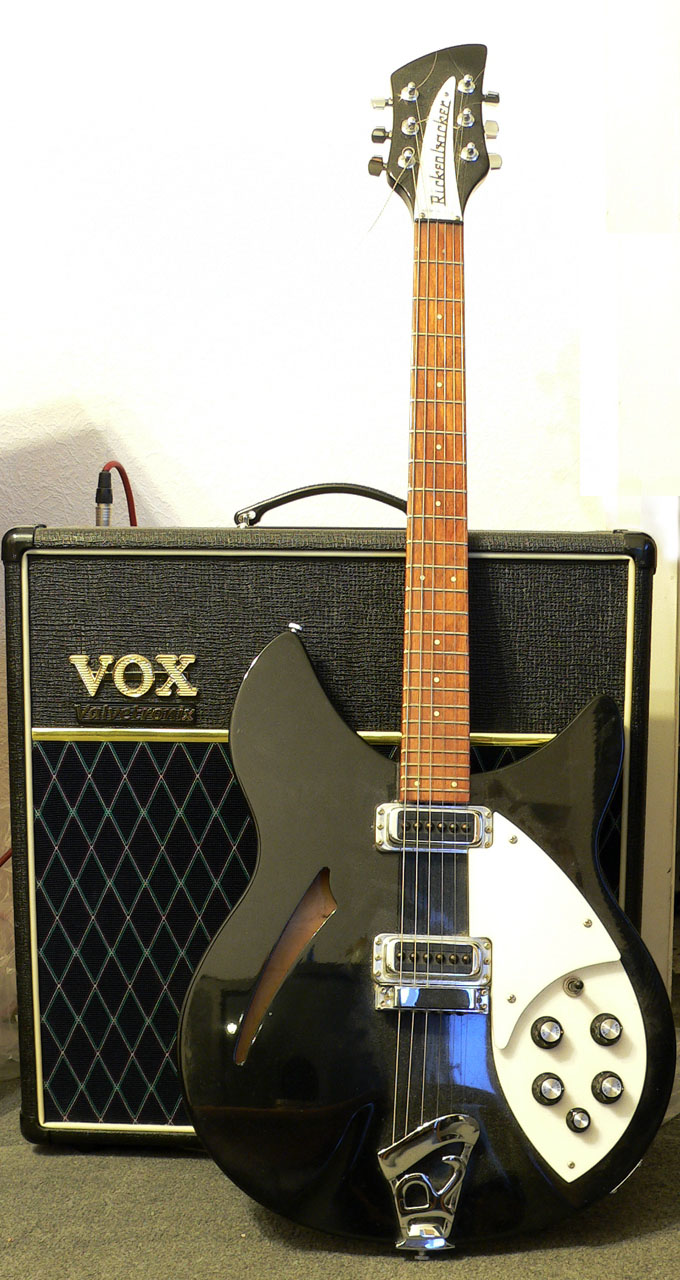
La Rickenbacker 330 JG
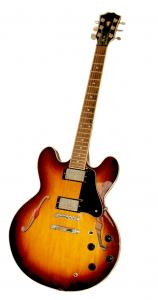
Gibson ES 335
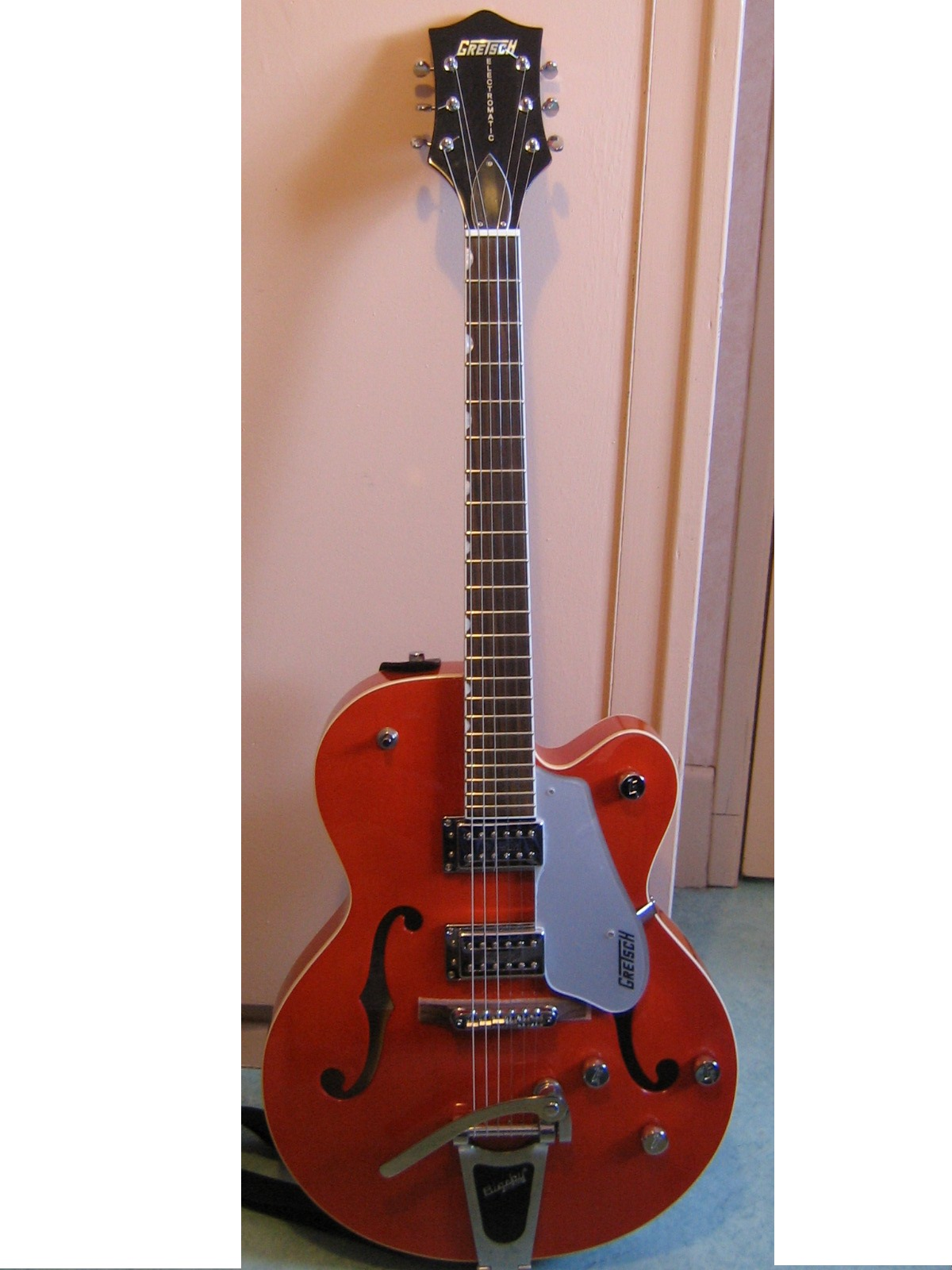
Gretsch 5120, copie de la célèbre Gretsch 6120

Dans la catégorie des guitares semi-acoustiques on trouve aussi de nos jours grâce aux travaux de certains luthiers des instruments hybrides qui offrent une sonorité de guitare acoustique avec un encombrement de guitare électrique.
Leur conception est la suivante :
- Un corps de solid body entièrement creusé sur lequel est rapporté une table de guitare acoustique.
- Le son est retranscrit grâce à différents types de capteurs électroacoustiques (le plus répandu est le piezo)